# Kladruby (ort i Tjeckien, Södra Böhmen, lat 49,27, long 13,76)
Kladruby är en ort i Tjeckien.   Den ligger i regionen Södra Böhmen, i den sydvästra delen av landet, 100 km sydväst om huvudstaden Prag. Kladruby ligger 454 meter över havet och antalet invånare är 145.
Terrängen runt Kladruby är platt norrut, men söderut är den kuperad. Runt Kladruby är det ganska tätbefolkat, med 75 invånare per kvadratkilometer. Närmaste större samhälle är Strakonice, 10,1 km öster om Kladruby. Trakten runt Kladruby består till största delen av jordbruksmark.